# Энвайронменталистика
1. перенаправление Движение в защиту окружающей среды